# Centro comercial Titán Plaza
El centro comercial Titán Plaza es un centro comercial ubicado en el noroccidente de Bogotá en la localidad de Engativá. Es el quinto centro comercial más grande de Colombia después de Centro Mayor, VIVA Envigado, Santafé, Mallplaza NQS y El Edén, todos ubicados en la ciudad de Bogotá, excepto Viva Envigado. Se encuentra enlazado a la estación de TransMilenio, Boyacá.

## Características
El centro comercial Titán tiene:
- Cuatro pisos
- Tuvo una inversión de $780.000 millones
- Cuenta con una plaza de eventos con palcos
- 38 escaleras eléctricas distribuidas en todo el establecimiento
- Cines
- Supermercado
- Tiendas por departamentos
- Una terraza de comidas
- Un centro de negocios donde se ubican oficinas en siete pisos.[2]  Tiene 170.000 m² de construcción, 54.000 m² de área comercial y 13.000 m² de centro de negocios, para un total de 237.500 m².[4]

## Historia
La idea de desarrollar el centro comercial inició en 1993, cuando las dos empresas a cargo del proyecto se interesaron en un mismo lote ubicado en el occidente de Bogotá. Conjuntamente, llegaron a un acuerdo de compra conjunta para que el lote no aumentara su valor por la puja de ambos proponentes, y las firmas se unieron para desarrollar el proyecto en el lote donde anteriormente funcionaba una fábrica de elementos para la construcción llamada «Titán».
Se inició su construcción en enero de 2010 y abrió sus puertas al público el 26 de julio de 2012 después de aplazar la apertura prevista para el 26 de junio.  Se construyó con una inversión aproximada de 780.000 millones de pesos, lo que lo convierte en uno de los centros comerciales con mayor inversión por metro cuadrado construido en Colombia.

## Arquitectura
El Titán fue diseñado por la firma colombiana Tamayo + Montilla Arquitectos. Los colores utilizados en la fachada y en el interior se basaron en cuatro temas: flora, fauna, follaje y frutas. Las formas tanto interiores y exteriores fueron diseñadas con líneas curvas para evitar acabados que generaran aristas visibles. En general, el edificio busca presentarse como amigable con el medio ambiente, basándose en la arquitectura bioclimática y desarrollando cubiertas verdes abiertas al público.